# 渋谷修
渋谷 修（しぶたに おさむ、1950年7月1日 - ）は、日本の政治家。元衆議院議員（2期）。

## 概要
青森県出身。青森県立五所川原高等学校卒業。東海大学工学部航空宇宙学科を中退後、中小企業分野協、官公需適格、小売連絡協などの役員を経て、1990年に日本社会党から衆院初当選。社会党時代にはニューウェーブの会に所属。1992年12月、衆議院定数是正をめぐる「9増10減」案採決に社会党から唯一賛成にまわり、1993年5月、社会党を除名される。6月には新政党「板橋民主党」を結成。7月の衆議院総選挙で再選を目指すも落選。社会民主連合を離党した菅直人と共に1994年1月、新党さきがけに合流。1996年9月、鳩山由紀夫らとともに旧民主党結成に参加。10月の衆議院総選挙で落選（東京11区）するも、1999年7月、山花貞夫の死去に伴い、同月27日付で繰上当選となった。その後、2000年の衆議院総選挙で落選し、2003年には選挙区を出身地の青森4区に移したが落選。
現在は板橋区に戻り保険コンサルタントを自営。

## 経歴
- 1990年
  - 第39回衆議院議員総選挙（旧東京9区）に日本社会党公認で立候補し当選
- 1993年
  - 社会党を除名（5月）
  - 板橋民主党を結党（6月）
  - 第40回衆議院議員総選挙に板橋民主党から立候補、落選（7月）
- 1994年
  - 新党さきがけに入党（1月31日）
- 1996年
  - 新党さきがけを離党、旧民主党結党に参加（9月）
  - 第41回衆議院議員総選挙（東京11区）に旧民主党公認で立候補も落選（7月）
- 1999年
  - 衆議院議員に繰上当選（2期目）
- 2000年
  - 第42回衆議院議員総選挙に民主党公認で立候補、落選
- 2003年
  - 板橋区長選に無所属で立候補、落選（4月）
  - 第43回衆議院議員総選挙（青森4区）に民主党公認で立候補、落選（11月）
- 2005年
  - 第44回衆議院議員総選挙（青森4区）に民主党公認で立候補、落選
  - 「爽政会」（そうせいかい）設立

## 著書
- 『中小企業の挑戦』1989年（三一書房）ISBN 4380892182
- 『議会の時代』1994年（三省堂）ISBN 4385356238
- 『一歩』2015年（UNIBOOK ）ISBN978_90473910_ 5
- 『一億円残せる！マンション管理』（UNIBOOK ）ISBN978_904739_6